# 琴平山 (香川県)
琴平山（ことひらやま）は、香川県西部にある山。独立峰としては香川県本土で一番標高が高い。北側が大麻山（おおさやま 標高616.3m）、防火林帯より南側を象頭山（標高538m）とし、両方を含めた全体の山塊を琴平山と呼ぶ。別名、金毘羅山で、「こんぴらさん」の場合は金刀比羅宮のことをいうので、山を表現する場合は「こんぴらやま」という。狭義では金刀比羅宮の奥社（標高約393m）の上にあたる部分を琴平山（標高524m）と云う場合もある。大麻山も含めた琴平山全体を「象頭山」として瀬戸内海国立公園、名勝、天然記念物に指定されている。

## 由来
金毘羅権現が鎮座する以前は大麻神社の御神体の霊山で全体を大麻山と呼んでいたが、金毘羅権現が鎮座して隆盛してからは「金毘羅大権現」社のある南側を象頭山、大麻神社のある北側を大麻山と呼ぶようになり、明治初年の神仏分離で権現号は廃止され金毘羅権現の信仰ができなくなったので、それまでの村名の金毘羅村から琴平村に変更（明治23年2月町制施行）したのに伴って山の名前も象頭山から琴平山となり、神社名も「琴平神社」となったが、町名と神社名が同じでは都合が悪いので、同じ読み方の「金刀比羅宮」となった。しかし、刀を抜くと金比羅となるため金の使用は禁止され明治4年6月より「事比羅宮」と表記された。そして、神仏分離の嵐がおさまった明治22年7月より再び「金刀比羅宮」となる。なお、象頭山の山名が使われ無くなることはなかった。
明治初年に採用された「琴平」の由来の一つは、この山の山頂部が平らで、木々が風が吹くと琴の音を奏でることからきている、また、別の説として、この山のたたずまいが琴のようであることや大物主神が琴を好んだこととも云われている。
なお、善通寺から見ると当山が屏風のように聳えていることから善通寺を屏風ヶ裏が転じて「屏風浦」となったとの説もある。
また、当山は塩飽諸島の人々にとって天候を占う「日和山」であったという説もある。ここを参照→日和山

## 地理
古い溶岩台地が侵食されてできたメサ。
東南麓を仲多度郡琴平町が、北東麓を善通寺市が、西麓を三豊市が占め、琴平町域の中腹に金刀比羅宮、さらに登ると同宮の奥宮が鎮座し、その直下からの道をさらに山頂へ向けて上り防火林帯を越えて頂上中央鞍部に到達すると小さい池があり中に龍王社の祠がある。
地下を香川用水が貫いている。

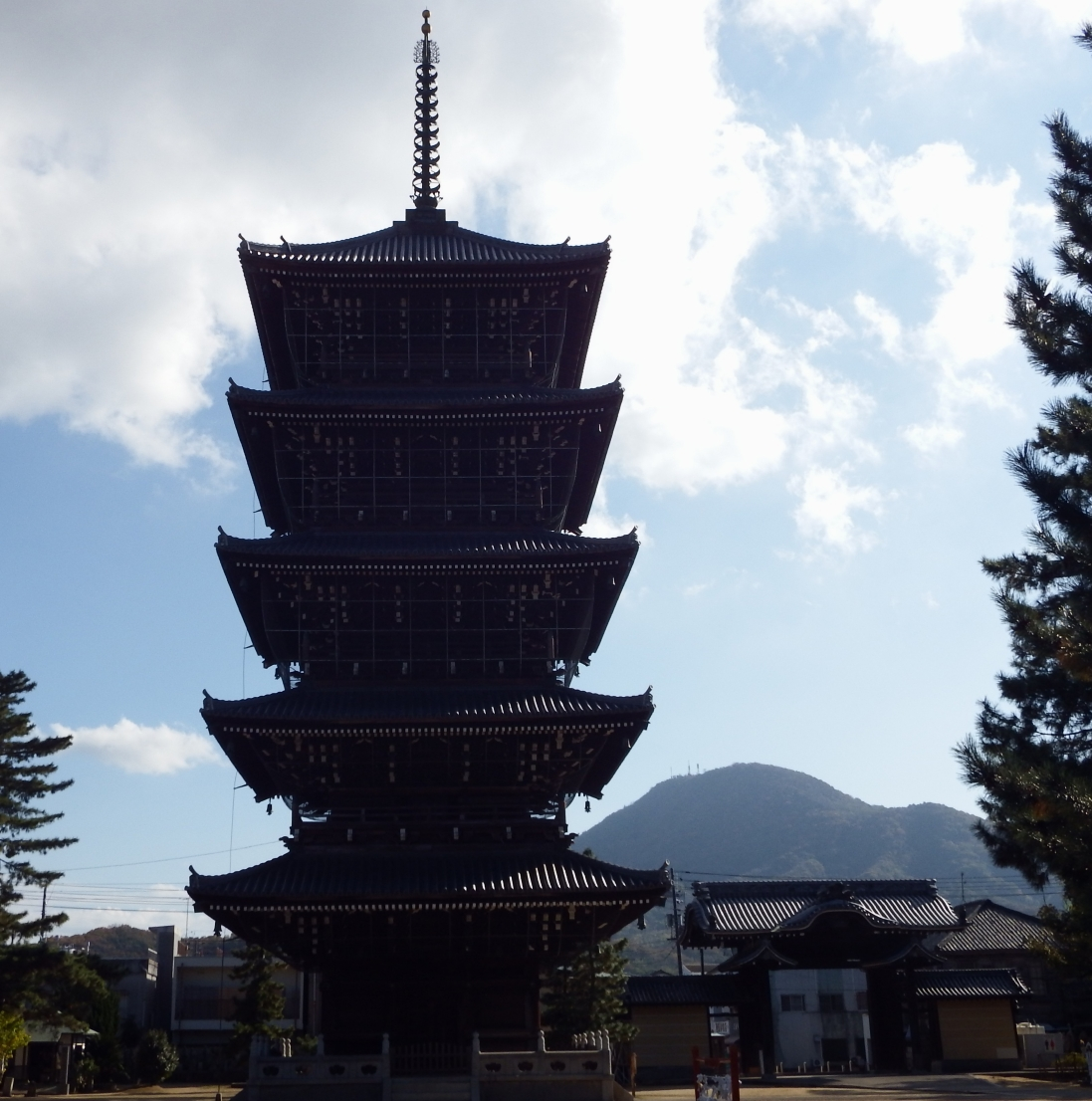
善通寺境内から見た当山
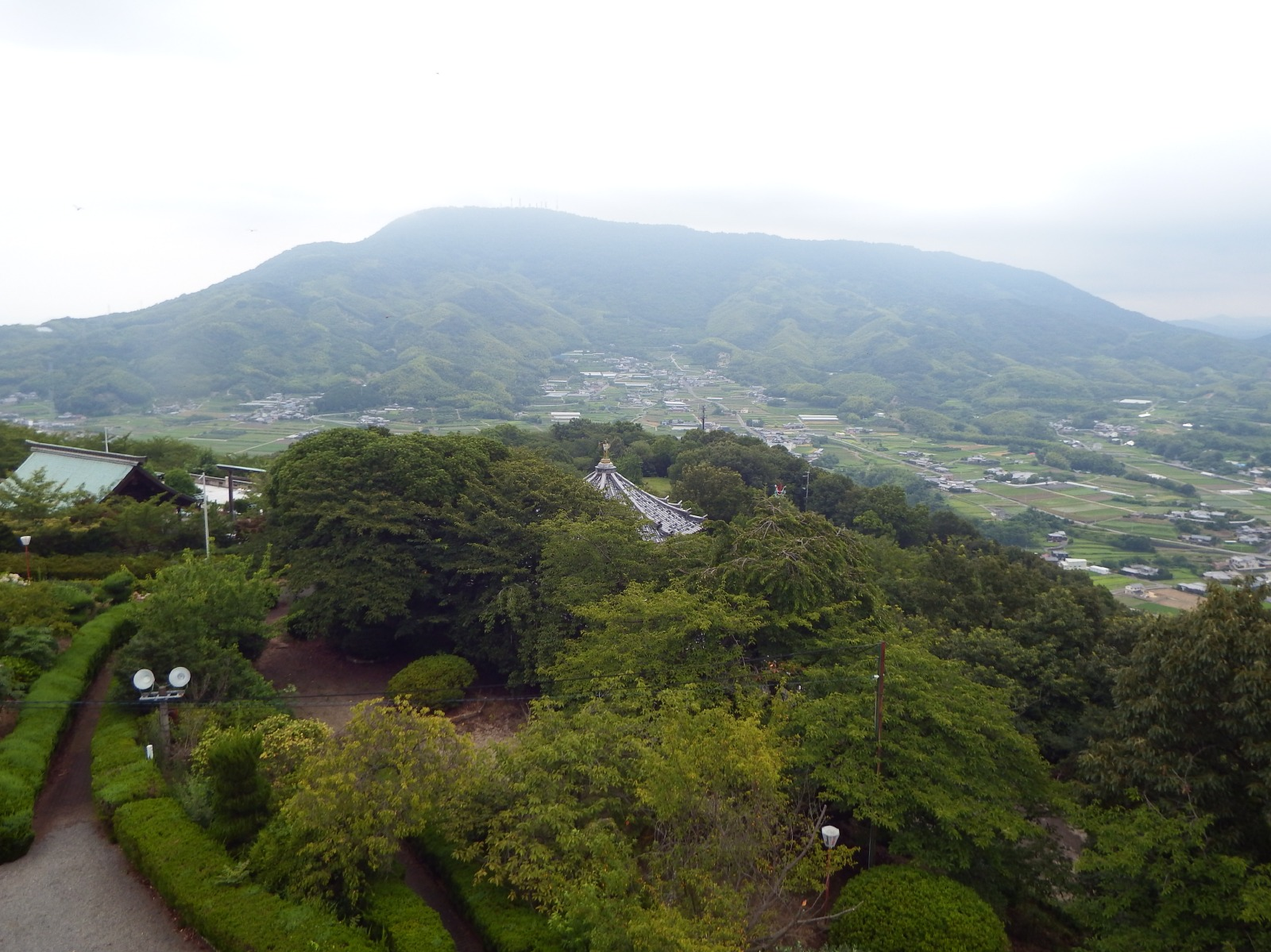
西の朝日山から見た当山

## 琴平山が登場する作品
- 『金毘羅船々』こんぴら船々（民謡。金刀比羅宮#歴史も参照）

## 交通アクセス
- JR土讃線琴平駅、高松琴平電気鉄道琴平線琴電琴平駅から西へ3km

## 関連項目

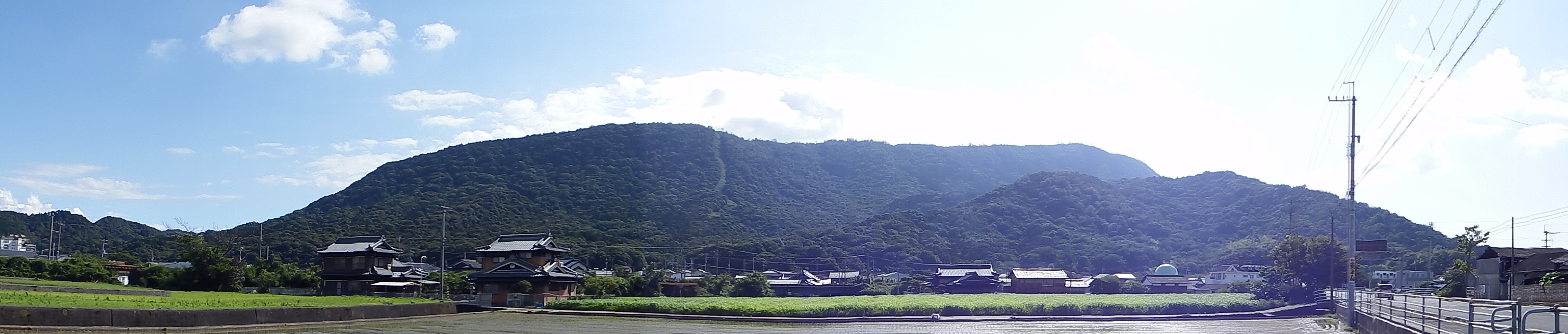
全景